# Ayaka Yamashita
Ayaka Yamashita (山下 杏也加 Yamashita Ayaka?), född 29 september 1995, är en japansk fotbollsspelare som spelar för INAC Kobe Leonessa.

## Klubbkarriär
Den 15 januari 2021 värvades Yamashita av INAC Kobe Leonessa.

## Landslagskarriär
Yamashita har spelat 43 landskamper för det japanska landslaget. Hon deltog bland annat i Asiatiska mästerskapet i fotboll för damer 2018.